# 伊斯梅利体育俱乐部
伊斯梅利体育俱乐部（英语: Ismaily SC; 阿拉伯语: نادي الإسماعيلي الرياضي; 拉丁化转换: Nady al-Isma'ily ar-Riyady）是埃及伊斯梅利亚的一家职业足球俱乐部，最初是1924年成立的纳赫达体育俱乐部(Nahda Sporting Club)。俱乐部中以足球项目最为出名，球队在非洲被称为「非洲桑巴男孩」。 
决乐部在1967年，1991年，2002年3次赢得过埃及足球甲级联赛的冠军头衔，并且2次夺得埃及足球杯和1969年的非洲冠军联赛。球队最近一次在国际赛场的出色表现是在2003年的非洲冠军联赛中闯入决赛，但最终决赛输给了尼日利亚的安耶巴足球俱乐部。

## 球队荣誉
- 埃及足球甲级联赛: 1967, 1991, 2002
- 埃及足球杯: 1997, 2000
- 非洲冠军联赛: 1969

## 主体育场

### 伊斯梅利国际体育场
伊斯梅利国际体育场是伊斯梅利亚地区的一座正规体育场
- 球迷容纳: 40,500
- 位置: 阿拉伯埃及共和国伊斯梅利亚省伊斯梅利亚市
- 开放年代: 1986年